# Cornutiplusia graphica
Cornutiplusia graphica là một loài bướm đêm trong họ Noctuidae.